# 青森県道207号小豆沢西平内停車場線
青森県道207号小豆沢西平内停車場線（あおもりけんどう207ごう あずきさわにしひらないていしゃじょうせん）は、青森県東津軽郡平内町を通る一般県道である。

## 概要
平内町大字小豆沢字茂浦沢から南下し、青森県道206号西平内停車場線と重複し青い森鉄道線西平内駅に至る。

### 路線データ
- 延長 : 1,348 m[1]
- 起点 : 東津軽郡平内町大字小豆沢[1]
- 終点 : 西平内停車場[1]（西平内駅）

## 路線状況

### 重複区間
- 青森県道206号西平内停車場線 : 終点付近

## 地理

### 交差する道路
- 青森県道206号西平内停車場線

### 沿線の施設
- 青い森鉄道 青い森鉄道線 西平内駅